# Hipòlit
|  | Aquest article tracta sobre l'heroi mitologic grec. Vegeu-ne altres significats a «Hipòlit (desambiguació)». |

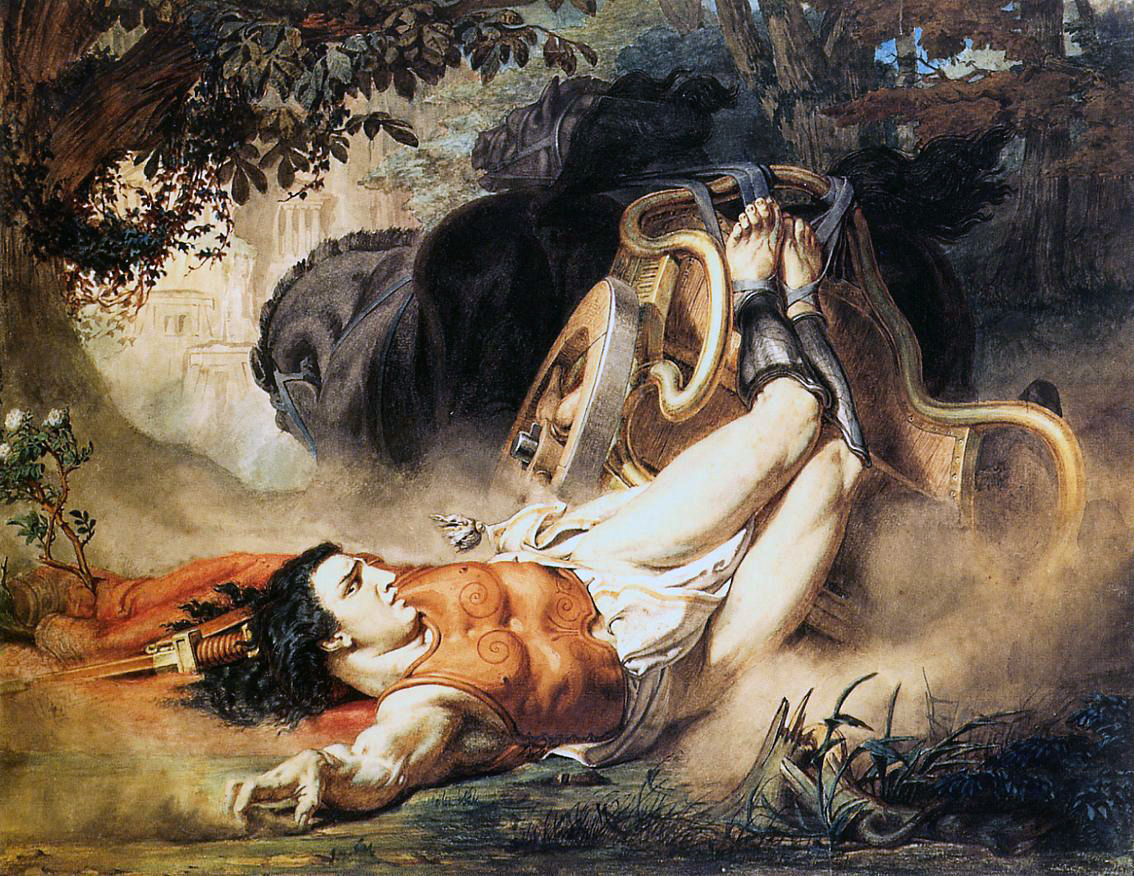
La mort d'Hipòlit, de Lawrence Alma-Tadema (1836–1912).

A la mitologia grega, Hipòlit (en grec antic Ἱππόλυτος / Hippólutos, d'ἵππος / híppos, 'cavall' i de λύειν / lúein, 'desfermar' o 'deslligar', i que significa 'el desfermador de cavalls'), va ser fill de l'heroi tebà Teseu i de la seva muller Hipòlita, reina de les amazones, o, en una altra versió del mite, fill d'Antíope, germana d'Hipòlita.
Hipòlit era molt bon caçador i auriga, devot d'Àrtemis, deessa de la caça. Menyspreava totes les dones i, quan la seva madrastra Fedra se'n va enamorar, rebutjà les seves insinuacions. Desesperada, Fedra es va suïcidar i deixà una nota acusant Hipòlit d'haver volgut violar-la. Teseu, creient que el seu fill era culpable, invocà son pare Posidó, déu del mar, perquè castigués a Hipòlit. Quan el jove conduïa el seu carro prop de la costa, Posidó envià un monstre marí que espantà els seus cavalls, que corregueren desbocats, per la qual cosa el carro s'estavellà i es va fer bocins. Ferit mortalment fou dut a son pare, qui havia sabut per Àrtemis que el seu fill era innocent. Quan Hipòlit morí s'havia reconciliat amb son pare.
També s'explicava que Àrtemis havia pregat a Asclepi que tornés la vida al jove, i així es va fer. La deessa va dur Hipòlit immediatament a Itàlia, al seu santuari d'Arícia, a la vora del llac Nemi, on se la coneixia com a Diana. Hipòlit es va identificar amb el deu Virbi, company de cacera de Diana.